# 河津站 (山西省)
河津站，位于中华人民共和国山西省运城市河津市城区街道，是侯西铁路上的火车站，建于1958年，由太原局集团侯马车务段管辖。

## 歷史
- 建于1958年。

## 車站周邊
- 天都大酒店
- 河津二中
- 中国移动振兴营业厅
- 圣济医院
- 中国人民银行河津市支行
- 津美·丽景假日酒店
- 河津市公安局
- 河津市第二小学
- 中国建设银行华兴支行
- 中国工商银行泰兴东路分理处

## 外部連結
- 中国铁路客户服务中心 （页面存档备份，存于）